# Wergensee
Der Wergensee ist ein See in der Gemeinde Rietz-Neuendorf im Landkreis Oder-Spree im Land Brandenburg. Er ist etwa 13 Hektar groß und 0,530 Kilometer lang. Seine breiteste Stelle beträgt 430 Meter.

## Tierwelt
Der See wird als fischreich beschrieben. Es kommen alle wichtigen mitteleuropäischen Fischarten im See vor, wie Bleie (Brassen), Plötzen, Rotfedern, Schleie, Güster, Barsche, Zander, Hechte, Welse und Flussaale. Als Hauptvertreter der Lurche ist der Teichfrosch zu nennen. Ringelnattern sind verbreitet. Als häufigste Wasservögel sind die Blessrallen und der Haubentaucher anzutreffen.

## Besonderes
Nach der Eröffnung des Oder-Spree-Kanals 1891 wurde 1892 das Pumpwerk Neuhaus errichtet. Mittels dieses Pumpwerks wird über den Neuhauser Speisekanal Wasser aus dem Wergensee in die Scheitelhaltung des Oder-Spree-Kanals gepumpt.

## Karten
- Folke Stender: Redaktion Sportschifffahrtskarten Binnen 1. Nautische Veröffentlichung Verlagsgesellschaft, ISBN 3-926376-10-4.